# Tanaka Masatoshi
Masatoshi Tanaka (sinh ngày 5 tháng 4 năm 1977) là một cầu thủ bóng đá người Nhật Bản.

## Sự nghiệp câu lạc bộ
Masatoshi Tanaka đã từng chơi cho Yokohama Marinos.